# Kostel Panny Marie Bolestné (Mramotice)
Kostel Panny Marie Bolestné v Mramoticích u Znojma je římskokatolický kostel zasvěcený Panně Marii Sedmibolestné. Je filiálním kostelem farnosti Přímětice. Je chráněn jako kulturní památka.

## Historie

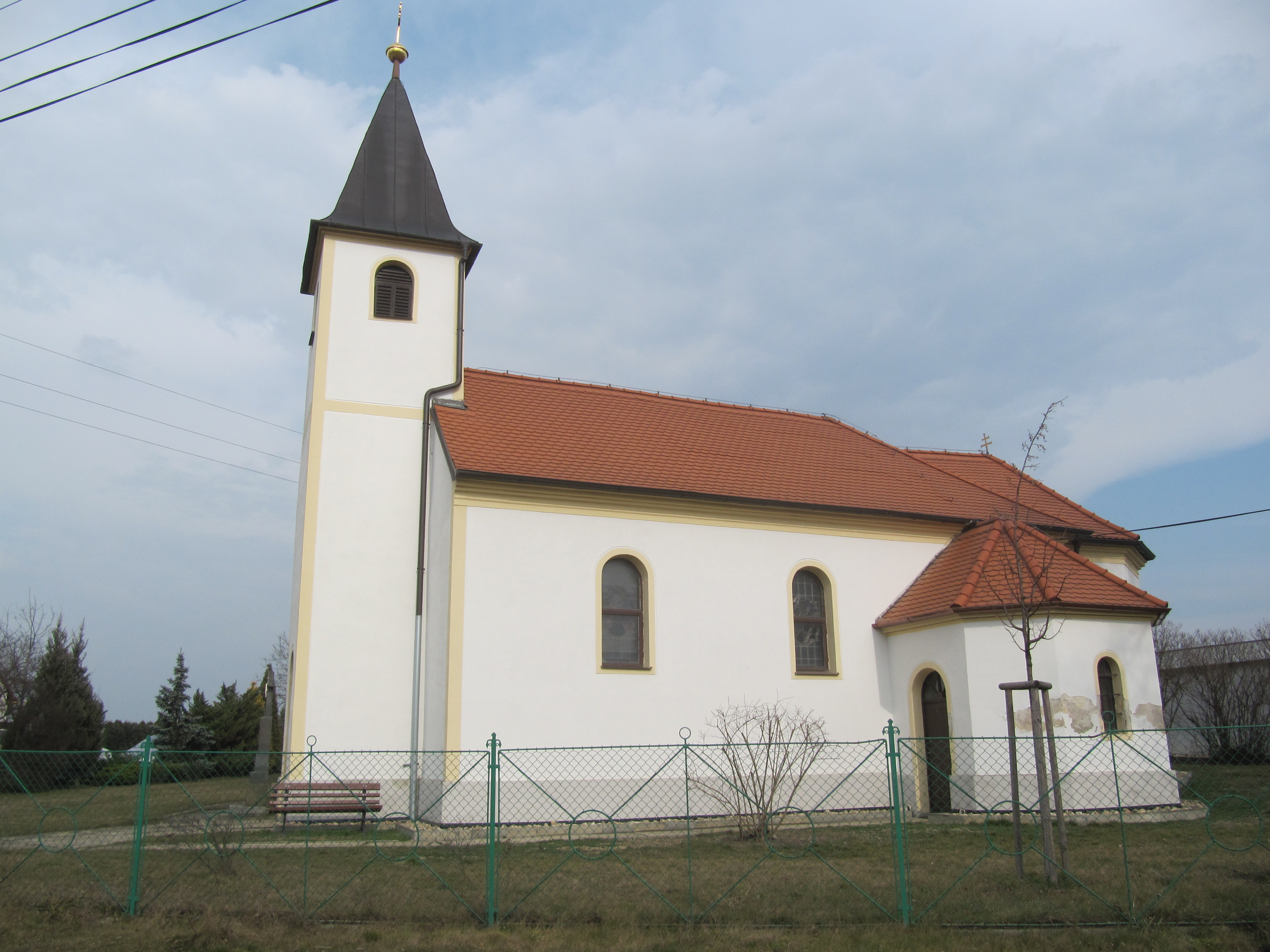
Pohled na kostel zboku

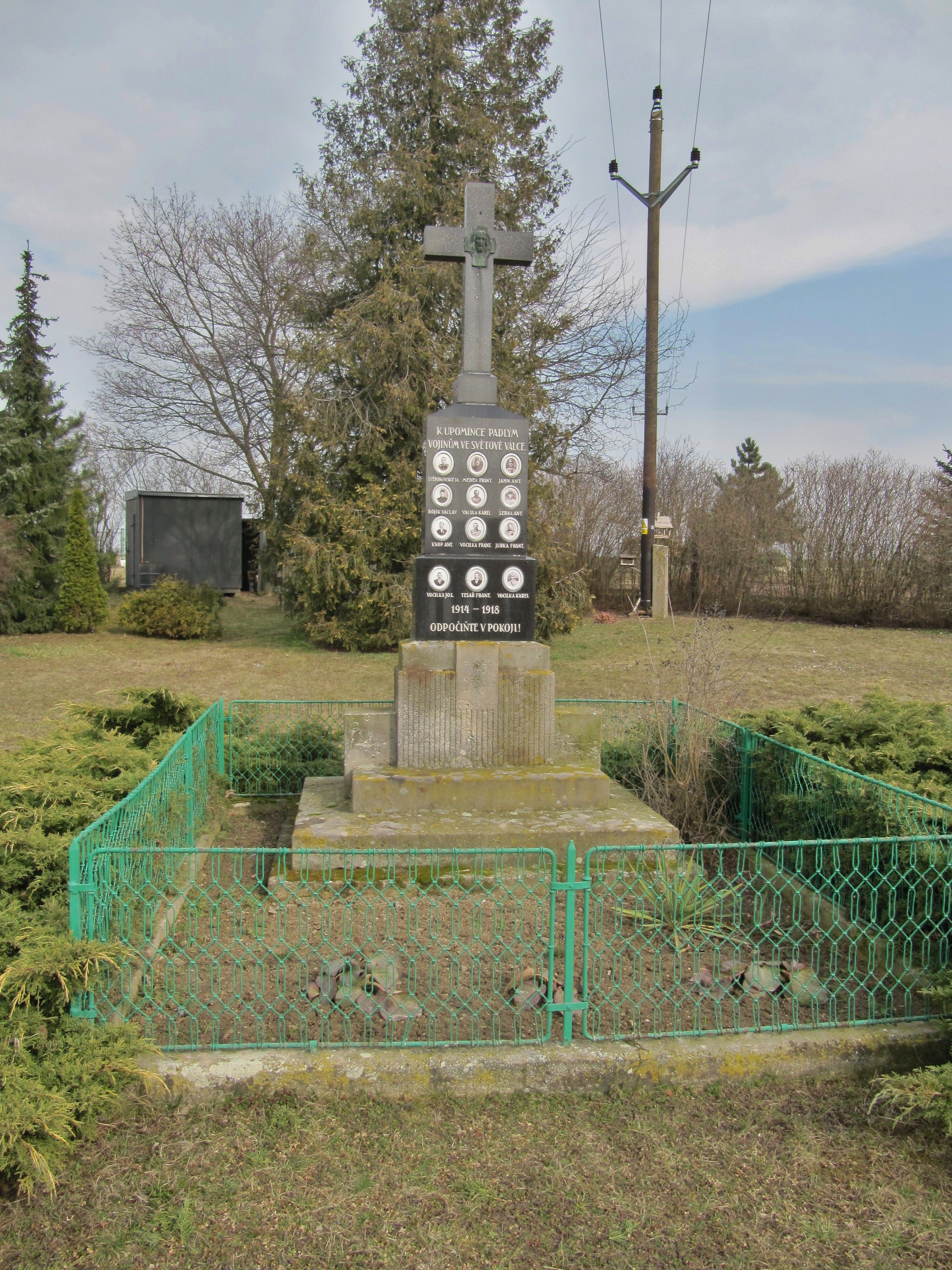
Pomník obětem první světové války vedle kostela

Kostel byl vystavěn mezi lety 1838–1839 v empírovém slohu. Slavnostně vysvěcen byl pak roku 1839. Roku 1846 byla ke chrámu přistavěna věž a do ní zavěšen zvon a roku 1898 byly na kůr instalovány nové varhany.

## Exteriér
Kostel stojí u silnice v zástavbě rodinných domů. Před vstupem do chrámu stojí kamenný kříž a vedle kostela se nachází pomník obětem první světové války.